# Selmsdorf
Selmsdorf ist eine Gemeinde im Nordwesten des Landkreises Nordwestmecklenburg in Mecklenburg-Vorpommern. Sie wird vom Amt Schönberger Land mit Sitz in der Stadt Schönberg verwaltet.

## Geografie

### Geografische Lage
Die Gemeinde Selmsdorf liegt fünf Kilometer östlich von Lübeck und ist Teil der Metropolregion Hamburg. Im Nordwesten und Norden wird das Gemeindegebiet von der unteren Trave sowie der Pötenitzer Wiek und dem Dassower See begrenzt. Im Südwesten erhebt sich eine Endmoräne bis 83 Meter über NHN. Hier befindet sich auch eine der größeren Mülldeponien Europas, die Deponie Ihlenberg.
Umgeben wird Selmsdorf von den Nachbargemeinden Lübeck (teilweise Seegrenze) im Norden, Dassow im Nordosten, Schönberg im Südosten sowie Lüdersdorf im Südwesten.
Besonders für Naturliebhaber interessant ist der nördliche Teil des Gemeindegebietes. Das Trave-Ufer und der Dassower See sowie der idyllische Ortsteil Teschow auf der gleichnamigen Halbinsel sind durch ausgebaute Wander- und Radwege miteinander verbunden. Von einem Aussichtspunkt nahe Teschow erblickt man über die Trave das gegenüberliegende Dummersdorfer Ufer mit der Stülper Huk und den drei Kilometer nördlich davon liegenden Fährhafen Skandinavienkai in Lübeck-Travemünde sowie auch die Pötenitzer Wiek und den Priwall. Im Ort selbst liegt der Große Teich, der auch Torfmoor(see) genannt wird. Auf Gemeindegebiet liegt das Naturschutzgebiet Selmsdorfer Traveufer sowie das Landschaftsschutzgebiet Palinger Heide und Halbinsel Teschow.
Etwa einen Kilometer westlich von Selmsdorf befindet sich die zur Gemeinde gehörende Dorfwüstung Bardowiek, die zu DDR-Zeiten geschleift wurde.

### Gemeindegliederung
Zu Selmsdorf gehören die Ortsteile Hof Selmsdorf, Lauen, Sülsdorf, Teschow und Zarnewenz.

## Geschichte

### Bis 1945

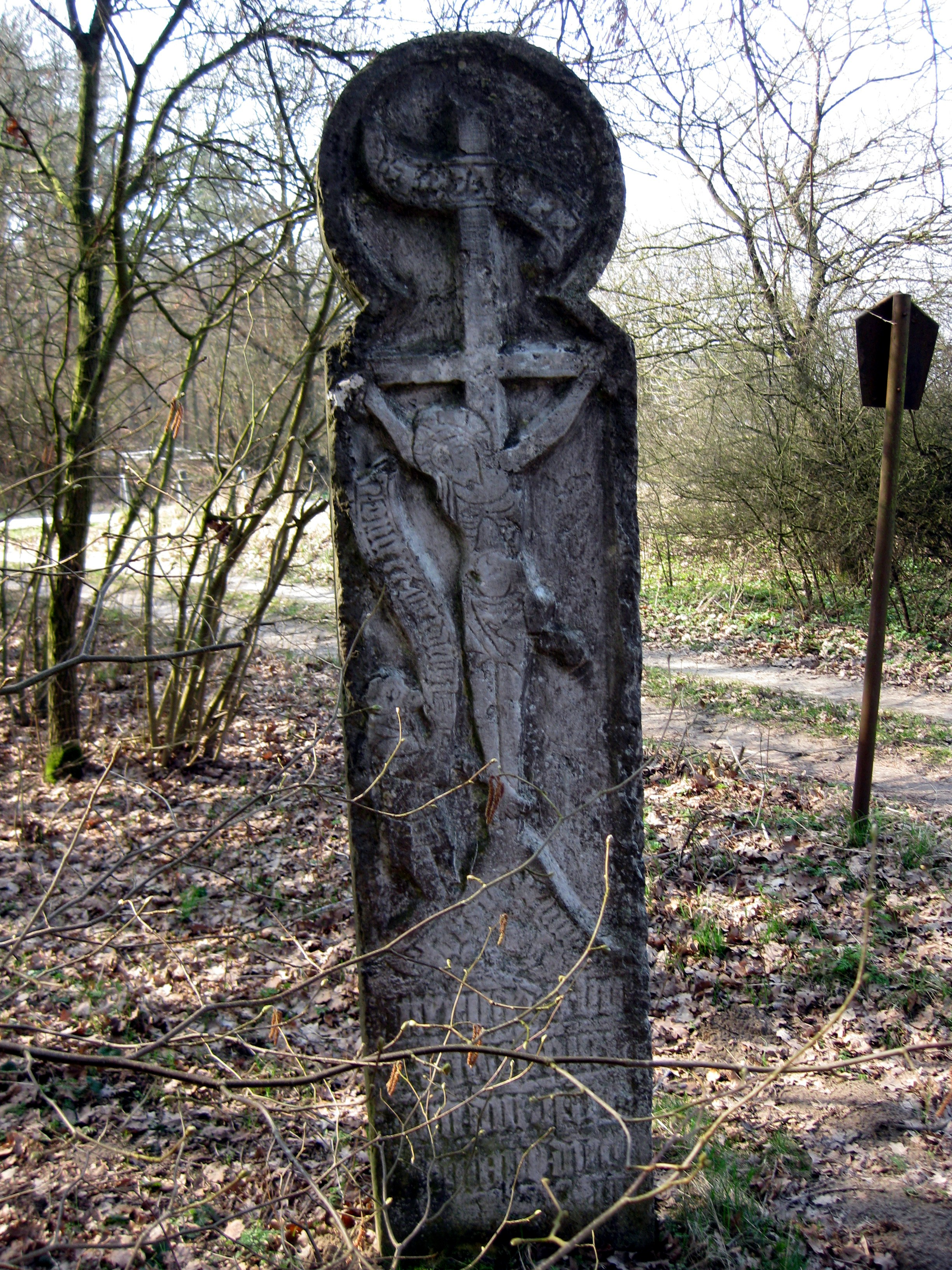
Sühnestein in Sülsdorf

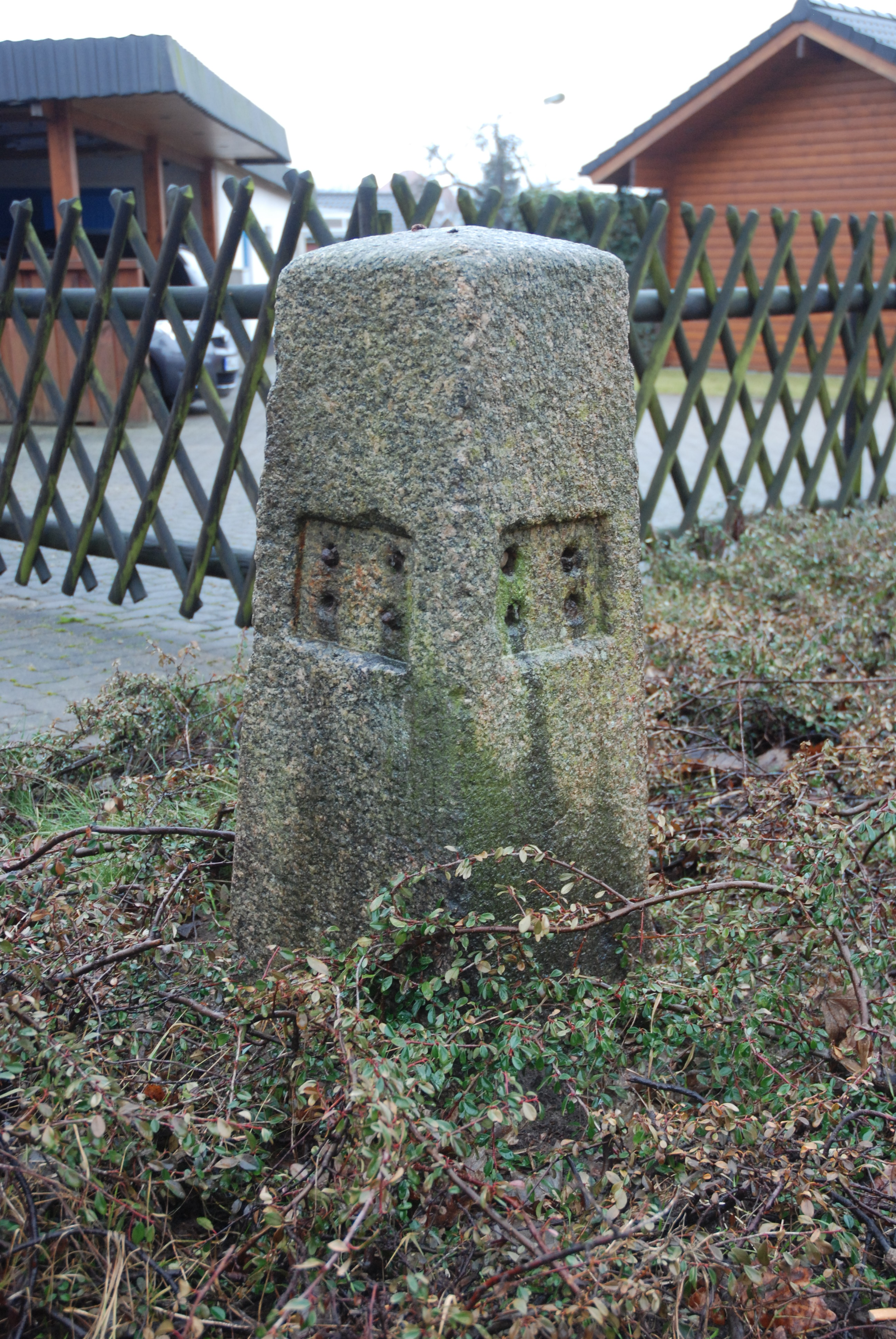
Einer von drei Meilensteinen

Der als Angerdorf angelegte Ort tauchte erstmals 1292 als „Celmerstorpe“im Ratzeburger Hufenregister auf.
Das Bauerndorf Selmsdorf, als Angerdorf angelegt, bestand mehr als fünf Jahrhunderte. Um 1825 kam es zur verstärkten Ansiedlung von Handwerkern, Handelsleuten, Arbeitern und Gastwirten. Für diese Entwicklung war wohl hauptsächlich die Nähe zur Hansestadt Lübeck ausschlaggebend. Selmsdorf liegt an der alten Handelsstraße der Hanse Lübeck-Wismar (heutige Bundesstraße 105). Ein 1398 an der Zufahrt nach Teschow aufgerichteter Sühnestein aus Gotland-Kalkstein mit der Inschrift Bittet Gott für Marquard Börtzow der im Jahre 1398 am Tage des heiligen Clemens starb erinnert heute noch an eine mittelalterliche Mordtat. 1584 erwarb der ratzeburgische Hof- und Kammerrat Daniel Zöllner den Hof des Bauern Hinrick Vittensee in Selmsdorf. Er vergrößerte ihn 1604 durch Hinzulegung einer weiteren Stelle und gilt dadurch als Begründer der späteren Domäne Selmsdorf. Die Selmsdorfer Kirche wurde 1864 im gotischen Stil mit Backsteinen unter Verwendung gelber Ziegel errichtet. Selmsdorf war nach Schönberg der zweitgrößte Ort im Fürstentum Ratzeburg und gehörte damit bis zur Vereinigung der beiden Mecklenburg 1934 zu Mecklenburg-Strelitz.
Die Ortsteile Lauen und Teschow sind 1194 im Isfriedschen Teilungsvertrag als Lewen und Thescowe erstmals urkundlich erwähnt.
Bis Ende des 19. Jahrhunderts war der Ort ein Bauerndorf, wuchs jedoch stark in Richtung des Lübecker Stadtteils Schlutup und wurde zu einem Ort mit alteingesessenen Bauernfamilien und Arbeitern, die in Selmsdorf wohnten und überwiegend in Lübeck arbeiteten.
1907 wurde eine zunächst 1821 im Nachbarort Schönberg errichtete Holländerwindmühle nach Selmsdorf umgesetzt, brannte allerdings bereits 1922 ab. Bis dahin wurde sie von den Müllern Dittmann, Grabig und Werner genutzt.
1908 gründete sich ein SPD-Ortsverband. 1919 wurde mit Wilhelm Oldörp (SPD) der erste Bürgermeister gewählt. 2008 gründete sich der SPD-Ortsverein in Selmsdorf erneut.

### Nach 1945 bis heute
Am 1. Juli 1950 wurden die bis dahin eigenständigen Gemeinden Lauen, Sülsdorf, Teschow und Zarnewenz eingegliedert.
Der gesamte Ort Selmsdorf lag bis 1989 aufgrund der Nähe zur innerdeutschen Grenze im Grenz-Sperrgebiet. Besucher konnten den Ort nicht ohne besondere Erlaubnis betreten. In Selmsdorf befand sich die nördlichste Grenzübergangsstelle der DDR zur Bundesrepublik (heutiges Gewerbegebiet „An der Trave“).
Von 1952 bis 1994 gehörte Selmsdorf zum Kreis Grevesmühlen (bis 1990 im DDR-Bezirk Rostock, 1990–1994 im Land Mecklenburg-Vorpommern). Seit 1994 liegt die Gemeinde im Landkreis Nordwestmecklenburg.

## Bevölkerung
| Jahr | Einwohner |
| ---- | --------- |
| 1990 | 1471      |
| 1995 | 1497      |
| 2000 | 2035      |
| 2005 | 2474      |
| 2010 | 2708      |
| 2015 | 2846      |

| Jahr | Einwohner |
| ---- | --------- |
| 2020 | 3213      |
| 2021 | 3219      |
| 2022 | 3192      |
| 2023 | 3226      |

Stand: 31. Dezember des jeweiligen Jahres

## Politik

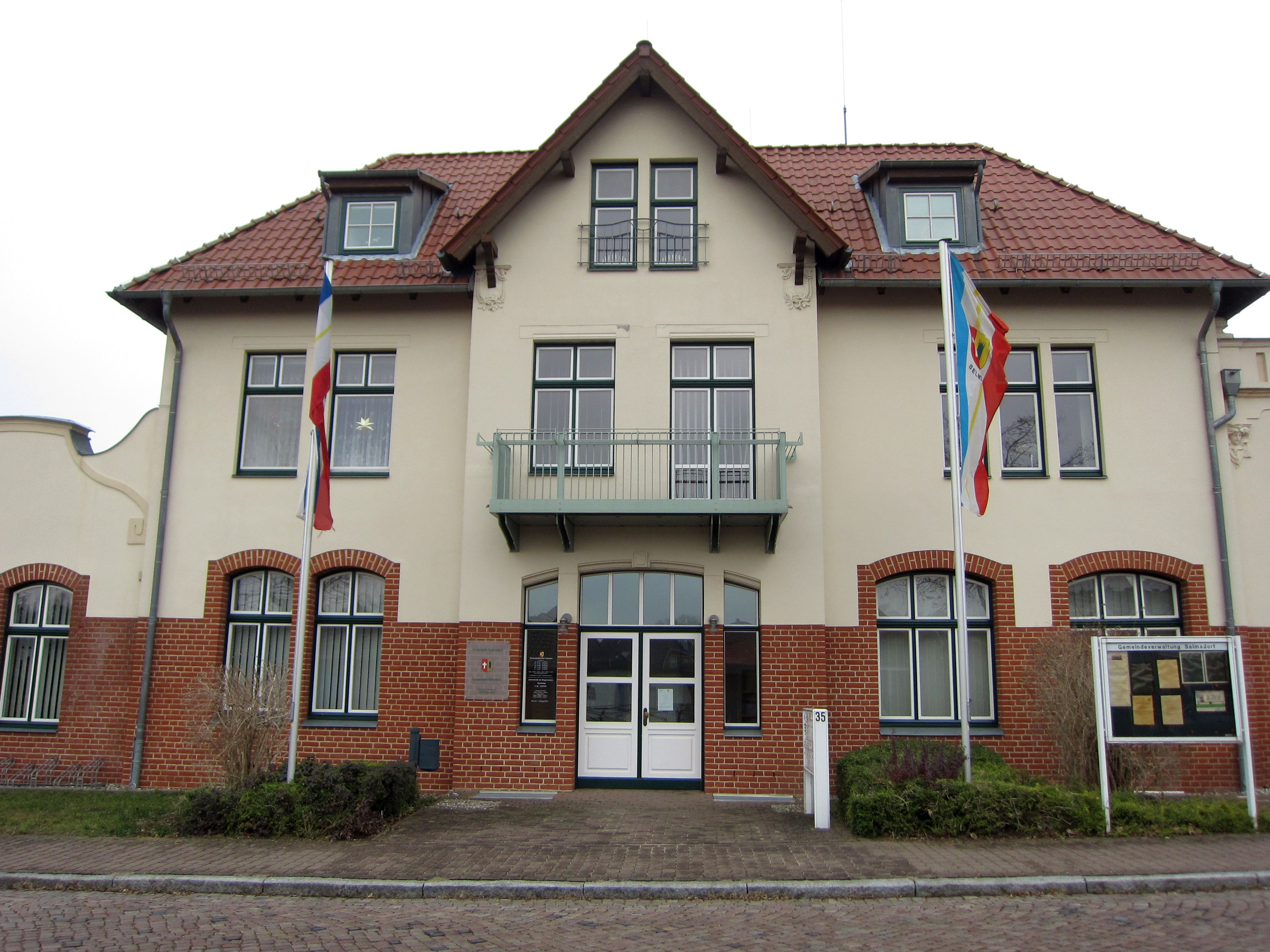
Gemeindeverwaltung

### Gemeindevertretung
Die Gemeindevertretung von Selmsdorf besteht aus 14 Mitgliedern. Die Kommunalwahl am 9. Juni 2024 führte bei einer Wahlbeteiligung von 66,3 % zu folgendem Ergebnis:
| Partei / Wählergruppe      | Stimmenanteil 2019 | Sitze 2019 |  | Stimmenanteil 2024 | Sitze 2024 |
| -------------------------- | ------------------ | ---------- |  | ------------------ | ---------- |
| SPD                        | 54,9 %             | 7          |  | 60,9 %             | 8          |
| Bürger für Selmsdorf (BfS) | 35,1 %             | 4          |  | 20,5 %             | 3          |
| AfD                        | –                  | –          |  | 18,6 %             | 1          |
| CDU                        | 10,0 %             | 1          |  | –                  | –          |
| Insgesamt                  | 100 %              | 12         |  | 100 %              | 12         |

Durch das Wachstum der Einwohnerzahl erhöhte sich die Zahl der zu wählenden Gemeindevertreter ab 2024 auf 14 Mitglieder. Bei der Wahl 2024 entfielen auf die AfD drei Sitze. Da sie nur einen Kandidaten aufgestellt hatte, bleiben in der Gemeindevertretung zwei Sitze unbesetzt.

### Bürgermeister
- 1994–2014: Detlef Hitzigrat[11]
- seit 2014: Marcus Kreft (SPD)

Kreft wurde erstmals bei der Kommunalwahl 2014 als Bürgermeister gewählt; er war in den Jahren 2009 bis 2014 bereits Fraktionsvorsitzender der SPD und Kulturausschussvorsitzender. Am 26. Mai 2019 wurde er mit 68,7 % der gültigen Stimmen wiedergewählt. Am 9. Juni 2024 wurde er mit 77,4 % der gültigen Stimmen für weitere fünf Jahre in seinem Amt bestätigt.
Im März 2024 gründete Kreft, zusammen mit der ehemaligen Landrätin des Landkreises Nordwestmecklenburg, Kerstin Weiss, das BürgerBündnis NWM, dass erstmals im Juni 2024 für den Kreistag antrat. Kreft ist neben Weiss Vorsitzender des BürgerBündnis NWM.

### Wappen
| Wappen von Selmsdorf | Blasonierung: „Gespalten; vorn in Rot ein silbernes Hochkreuz überhöht von einer goldenen Fürstenkrone; hinten in Gold eine grüne Ähre.“ |
| Wappen von Selmsdorf | Wappenbegründung: Das Wappen vereint ein Herrschaftszeichen mit einem Symbol mit wirtschaftlichem Bezug. Während das von einer Fürstenkrone überhöhte Hochkreuz, das Wappenbild des Fürstentums Ratzeburg, an die frühere Zugehörigkeit der Orte zu dem aus dem 1648 säkularisierten Stiftsland des Bistums Ratzeburg hervorgegangenen Fürstentum erinnert, symbolisiert die Ähre den Haupterwerbszweig der Einwohner, die Landwirtschaft. Das Wappen und die Flagge wurde vom Wismarer Roland Bornschein gestaltet. Es wurde zusammen mit der Flagge am 23. Oktober 1997 durch das Ministerium des Innern genehmigt und unter der Nr. 136 der Wappenrolle des Landes Mecklenburg-Vorpommern registriert. |

### Flagge
Die Flagge ist gleichmäßig längs gestreift von Rot und Gelb. In der Mitte des Flaggentuchs liegt, auf jeweils zwei Drittel der Höhe des roten und des gelben Streifens übergreifend, das Gemeindewappen. Die Länge des Flaggentuchs verhält sich zur Höhe wie 5:3.

### Dienstsiegel
Das Dienstsiegel zeigt das Gemeindewappen mit der Umschrift „GEMEINDE SELMSDORF • LANDKREIS NORDWESTMECKLENBURG“.

### Bürgerhaushalt
Im Jahr 2023 hat die Gemeinde einen Bürgerhaushalt mit einem Anfangsbudget von 20.000 Euro für Vorschläge aus der Bevölkerung eingeführt. Über die Verwendung der Mittel entscheiden alle wahlberechtigten Einwohner in einer Bürgerversammlung, in der die Vorschläge zur Auswahl stehen. 2025 erweiterte die Gemeinde den Bürgerhaushalt um einen Kinderbürgerhaushalt, der es auch Kindern und Jugendlichen ermöglicht, Vorschläge einzureichen, über die sie abstimmen können.

## Sehenswürdigkeiten

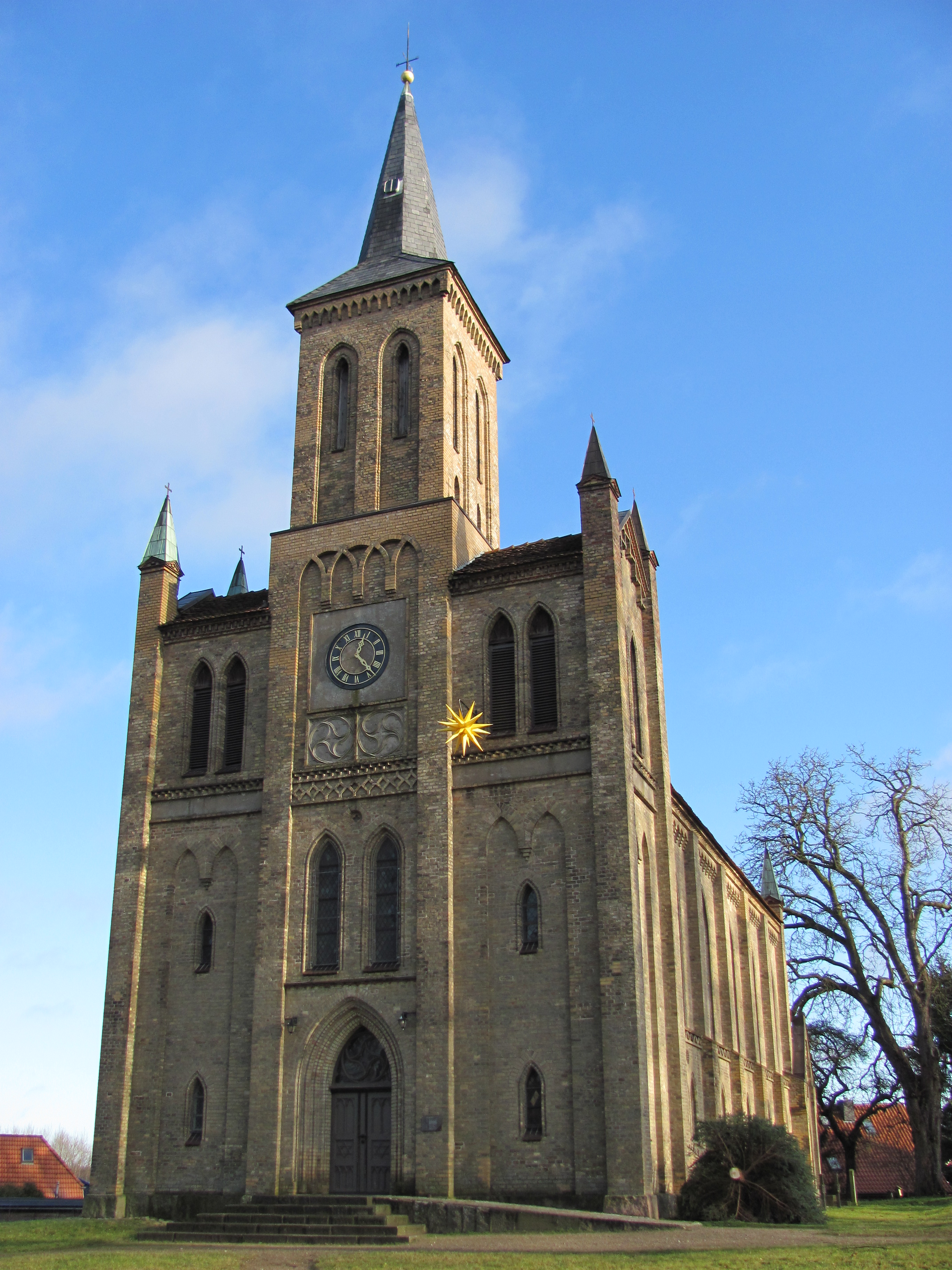
Kirche in Selmsdorf

- Neugotische St.-Marien-Kirche von 1864 aus gelblichem Backstein mit einem schmalen Westturm
- Sühnestein in Sülsdorf von 1398
- ehemaliges Gasthaus / Gesellschaftshaus Lenschow, jetzt Gemeindehaus
- Sülsdorf (Oberdorf) schönes Reetdachhäuserensemble um den Dorfanger

## Wirtschaft, Infrastruktur und ökologische Maßnahmen
In Selmsdorf haben sich zahlreiche Gewerbebetriebe niedergelassen, was unter anderem auf die günstige Infrastruktur im Speckgürtel von Lübeck zurückzuführen ist.
In der Gemeinde sind Nahversorgungseinrichtungen (Lebensmitteldiscounter, Bäckerei, zwei Gaststätten, Post) vorhanden.
Seit 2012 betreibt die Gemeinde einen eigenen Solarpark neben dem Gewerbegebiet mit einer Leistung von 1,23 Megawatt.
Im Jahr 2014/2015 rüstete die Gemeinde einen Großteil der Straßenbeleuchtung auf LED um. Die Maßnahme wurde durch Mittel der Europäischen Union gefördert.
Die Gemeinde gehört zum Netzwerk „bienenfreundliche Gemeinde“ und hat den Einsatz sämtlicher Pestizide auf gemeindeeigenen Flächen und bei Neuverpachtung von Ackerflächen 2018 verboten. Die Gemeinde hat außerdem drei Streuobstwiesen und mehrere Straßen begleitend mit Obstbäumen angelegt und weitere ökologische Maßnahmen (Magerrasenflächen, Schafkoppeln und Aufforstung von Buchenwäldern) umgesetzt.
Im Rahmen des bundesweiten Breitbandausbaus gehörte ein Großteil der Hauptgemeinde, sowie sämtliche Ortsteile zum Fördergebiet, mit Breitbandversorgung ab 2020. Die gemeindeeigenen Gebäude unterstützen die Freifunk Initiative.
2023 erweiterte die Gemeinde die Flächen für Gewerbebetriebe auf der gegenüberliegenden Seite des bestehenden Gewerbegebiets um ca. 8 ha.

### Verkehr
In Selmsdorf treffen die beiden längsten Bundesstraßen Mecklenburg-Vorpommerns zusammen: die B 104 von Lübeck-Schlutup über Schwerin und Neubrandenburg zur polnischen Grenze vor Stettin und die B 105, die hier beginnt und über Wismar und Rostock nach Stralsund führt. Die nächstgelegenen Autobahnanschlussstellen sind Lüdersdorf und Schönberg an der A 20 (Lübeck–Rostock). Sie liegen je elf Kilometer entfernt. Anschlussstellen der A 1 und A 226 befinden sich in Lübeck auf der westlichen Seite der Trave.
Selmsdorf hat keinen Eisenbahnanschluss. Die nächstgelegenen Stationen sind Lüdersdorf (Meckl) und Schönberg (Meckl) an der Bahnstrecke Lübeck–Bad Kleinen, Lübeck Hauptbahnhof ist nur unwesentlich weiter entfernt.

### Bildung und Jugend

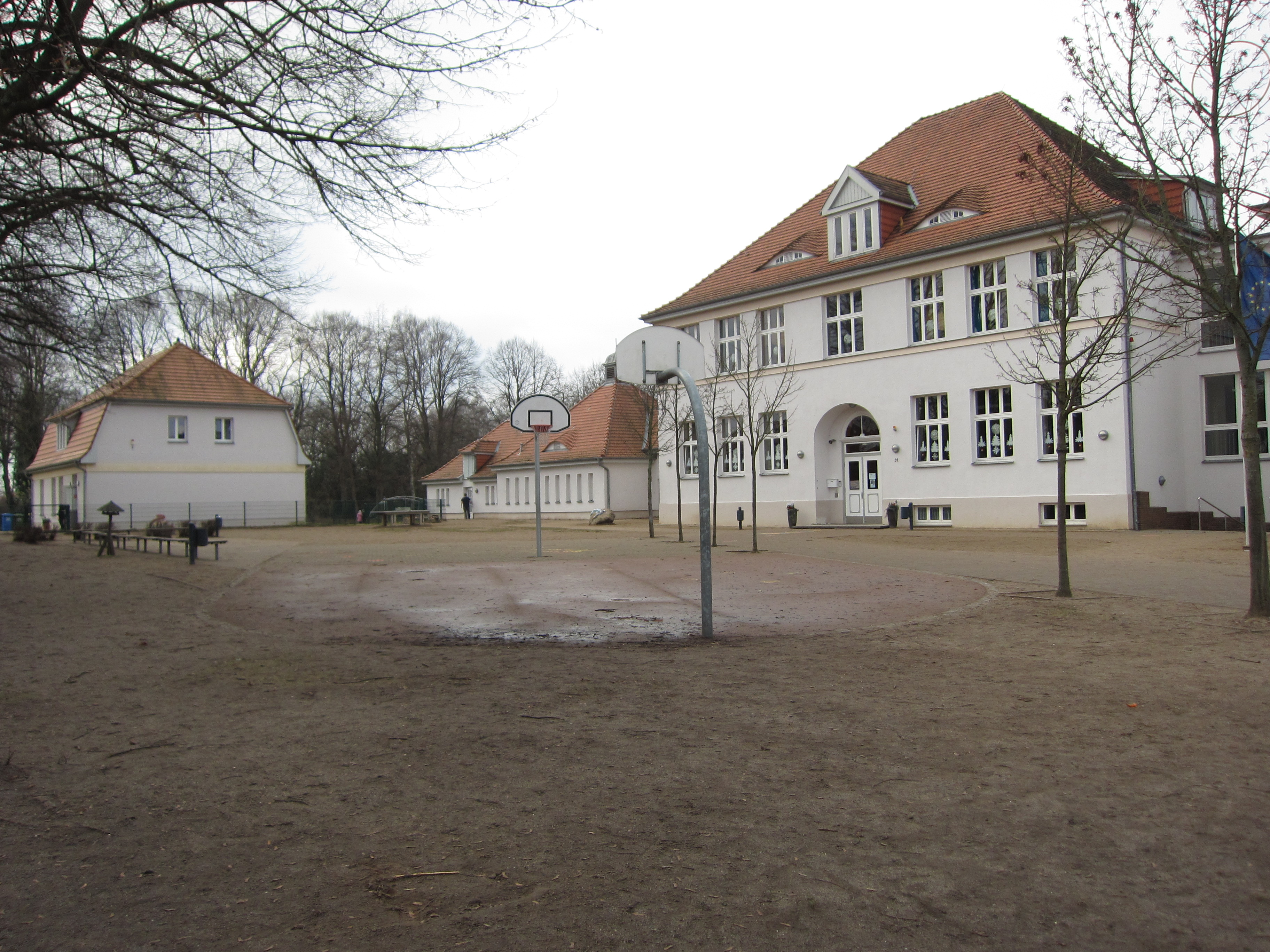
Schule

Die Gemeinde verfügt über eine eigene Grundschule, einen Regionalschulteil für die 5. und 6. Klasse als Außenstelle der Regionalschule Dassow, einen Hort, zwei Kindertagesstätten mit Kleinkindbetreuung sowie einem Waldkindergarten. Ergänzt wird das Angebot durch Tagesmütter, die u. a. in der ehemaligen Krippe der Gemeinde im Forstweg tätig sind.
Das Grundschulgebäude wurde 1923 fertiggestellt und eingeweiht. Eine Erweiterung mit Anbau erfolgte in den 1970er Jahren.
2018 startete Bürgermeister Kreft eine Initiative mit von ihm bewusst gewählter breiter Beteiligung aus Schülern, Lehrern, Sozialarbeiterin, Förderverein der Schule und politischen Vertretern der Gemeinde um den Schulhof umzugestalten. Das Projekt lief über 3 Jahre und wurde finanziert durch die Gemeinde und Unterstützung des Fördervereins der Schule. Hierbei wurden die Vorschläge der Schüler in der Umgestaltung umgesetzt. Ziel war es u. a. Kinder schon frühzeitig in Entscheidungsprozesse einzubinden. Seit 2014 bietet Kreft Bürgermeistersprechstunden speziell für Kinder und Jugendliche an um Vorschläge zu sammeln und umzusetzen.
Die Gemeinde eröffnete im Jahr 2020 einen Jugendclub unmittelbar im Ortskern. Das Angebot wurde kurz nach Eröffnung zusätzlich um eine Stelle für die mobile Jugendarbeit ergänzt.
Die Gemeinde unterhält mehrere Spielplätze und baut die Angebote sukzessive aus. Im Jahr 2024 eröffnete sie im Waldgebiet einen Waldspielplatz, der ein gemeinsames Projekt der Landesforst und der Gemeinde Selmsdorf ist und durch den Revierförster angeregt wurde.

### Sport
Der 1994 gegründete Selmsdorfer SV 94 bietet den etwa 200 Mitgliedern die Sportarten Fußball, Leichtathletik, Tischtennis, Badminton, Seniorensport, Volleyball, Aerobic und Cheerleader an. Die Sporthalle liegt neben der Schule und der 2001 eröffnete Sportplatz im Flöhkamp.
Daneben besteht der Turn- und Akrobatikverein (TAV), sowie der FC Selmsdorf als örtlicher Fußballverein.

### Vereine
- Anglerverein, gegründet 1991
- Bürgerinitiative „Stoppt die Deponie Schönberg“
- Bürgerverein Sülsdorf
- Förderverein der Ortsfeuerwehr Selmsdorf
- Förderverein der Grundschule Selmsdorf
- Freunde und Förderer der Halbinsel Teschow
- Kulturbund Selmsdorf
- Leben mit Krebs
- Pfadfinderstamm Seeadler / Selmsdorf
- Selmsdorfer Linedancer e. V.
- Traditionsverein Feuerwehr Teschow

## Persönlichkeiten

### Söhne und Töchter der Gemeinde
- Hans Egon Engell (1897–1974), Politiker (BHE)
- Erika Woisin (1929–2018), Politikerin (SPD)

### Mit Selmsdorf verbundene Persönlichkeiten
- Daniel Zöllner (1544–1618), Begründer der späteren Domäne Selmsdorf
- Johann Georg Rußwurm (1781–1848), Pastor in Selmsdorf
- Hermann Ohl (1836–1914), Pastor in Selmsdorf
- Alfred Horn (1847–1912), Pastor in Selmsdorf und Autor der Chronik „Zur Geschichte des Kirchspiels Selmsdorf“
- Dr. Julius Leber (1891–1945), SPD-Politiker, Reichstagsabgeordneter und Widerstandskämpfer gegen den Nationalsozialismus; pflegte engen Kontakt zur SPD Ortsgruppe Selmsdorf. Nach ihm wurde die Dr.-Leber-Str. in Selmsdorf benannt.